# これからのI Love You
「これからのI Love You」（これからのアイ・ラブ・ユー）は、中山美穂の21枚目のシングル。1991年2月12日にキングレコードからリリースされた。規格品番はCDS:KIDS-100。

## 概要
前年7月発売のアルバム『Jeweluna』より、半年以上経ってからのリカットシングルとなった。シングル発売にあたり、再アレンジされている。
アルバム収録バージョンは、リカット前の1990年12月28日に『ミュージック・ステーションSPECIAL』で披露されている。
本人のインタビューによると、「『You're My Only Shinin' Star』を超えるバラード曲を」「ファースト・コンサートで歌った倉橋ルイ子の『ラストシーンに愛をこめて』のような、コンサートのラストで歌える曲を」という元での制作、リリースであった。

## 収録曲
1. これからのI Love You
作詞: 松井五郎 / 作曲: 崎谷健次郎 / 編曲: ATOM PROJECT / St.Arr.: 崎谷健次郎
2. 誰かが愛に…
作詞: 中山美穂 / 作曲: 尾関昌也 / 編曲: ATOM PROJECT

## 楽曲の収録アルバム
- これからのI Love You
  - Jeweluna - Album Version
  - COLLECTION III -
  - Complete SINGLES BOX
  - 中山美穂 パーフェクト・ベスト
  - 30th Anniversary THE PERFECT SINGLES BOX
  - All Time Best

- 誰かが愛に…
  - Miho's Select
  - Ballads II
  - Complete SINGLES BOX
  - 30th Anniversary THE PERFECT SINGLES BOX